# その街のこども
『その街のこども』（そのまちのこども）は、NHK大阪放送局制作による「阪神・淡路大震災 15年特集ドラマ」として、NHK総合テレビで2010年1月17日の23時00分 - 24時13分に放映されたテレビドラマ。阪神・淡路大震災から15年が経過した神戸の街で、ふとしたきっかけで出逢った男女が、お互い持っていた「あの時の記憶」をさらけだす。第36回放送文化基金賞番組部門テレビドラマ番組本賞受賞作。
テレビ放送から1年後の2011年1月15日に新規カットや再編集を加えた『その街のこども 劇場版』として劇場公開された。

## 製作
兵庫県神戸市灘区出身の森山未來と、中学1年生の時に神戸市東灘区で被災した佐藤江梨子が、ともに実年齢の役で主演した。また阪神・淡路大震災の被災経験者など神戸市民約100名が出演しており、なかには実際の震災遺族が演じる遺族役も存在している。
ラストシーンは放送当日の早朝、東遊園地でおこなわれた追悼のつどいの様子が撮影されており、映像編集は放送の直前に完了した。

## あらすじ
震災15年目の朝を迎えるまでの一晩の神戸を舞台に、幼い頃に震災を体験した森山未来と佐藤江梨子が挑む。闇の中で、“語れずにいたおもい”が不器用に、今あふれだす。

## 登場人物
中田勇治
演 - 森山未來
灘出身。震災後に家族と上京。現在は建設会社に勤めている。震災から15年後の神戸を訪れることになる。
大村美夏
演 - 佐藤江梨子
御影出身。震災後に家族と上京し、13年ぶりに神戸にある理由があってやってきた。
沢村
演 - 津田寛治
勇治の会社の先輩。
おっちゃん（米原雅夫）
演 - 白木利周
美夏の親友の父親。
演じた白木本人は震災遺族として、NPO法人阪神淡路大震災「1・17希望の灯り」の代表を務める。
たこ焼き屋おばちゃん
演 - 中川光子
ほか多くの神戸市民が出演した。

## スタッフ
- 演出・監督 - 井上剛
- 脚本 - 渡辺あや
- 音楽 - 大友良英[5]
- 美術 - 岩倉暢子
- 技術 - 坂本忠雄
- 撮影 - 松宮拓、青木智紀
- 照明 - 中村正則
- 音声 - 渡辺暁雄
- 映像技術 - 神戸大樹
- 音響デザイン - 山田正幸
- 編集 - 狩森ますみ
- 記録 - 栗又三奈
- 助監督 - 近藤有希
- 制作 - 小林大児、的場政行、厚美有芳
- 制作統括・プロデューサー - 京田光広
- 主題歌 - 「その街のこども」（作曲 - 大友良英 / 作詞・歌 - 阿部芙蓉美）
- 挿入曲 - 「歩く」（作曲 - 大友良英）
- 震災の絵提供 - 世界子どもクレヨン基金『小さなクレヨン詩人』より
- 映像提供 - 森ビル
- 模型監修 - 伊藤直幸
- 撮影協力 - NPO法人阪神淡路大震災「1・17希望の灯り」、神戸・市民交流会、六甲道駅北地区まちづくり連合協議会、シンサイミライノハナPROJECT、神戸フィルムオフィス ほか
- 上映企画 - NHKプラネット近畿
- 後援 - ヴィッセル神戸、大林組、オリックス・バファローズ、神戸新聞社
- 配給 - トランスフォーマー
- 制作著作 - NHK大阪放送局

## 放送日程
初回放送日の2010年（平成22年）1月17日は、1995年（平成7年）1月17日に発生した阪神・淡路大震災から15年目の発災日であった。
同年1月30日にはBS2の「あなたのアンコール サタデー」（13時30分 - 14時48分）で再放送された。
また、総合テレビでも同年5月5日の16時45分 - 17時58分と、放送から5年後（震災発生から20年後）となる2015年1月12日 0時05分 - 1時20分（同年1月11日 24時05分 - 25時20分）にも再放送された。
2010年01月30日(土) 午後01:30 - 午後02:48 衛星第2
2010年05月05日(水) 午後04:45 - 午後05:58 総合テレビ
2015年01月12日(月) 午前00:05 - 午前01:18 総合テレビ
2021年01月17日(日) 午前01:30 - 午前02:43 BSプレミアム

## 関連商品
大友良英サウンドトラックス vol.0
2010年6月12日、F.M.N. Sound Factory
このドラマのテーマ曲「その街のこども」と、挿入曲「歩く」の2曲が収録された。
BOW
大友良英+高田漣名義。2010年9月、OTOTOY限定で配信された。
このドラマの挿入曲「街の灯」が収録された（ただし、ドラマ本編とはアレンジが異なる新規録音）。

## 劇場版
『その街のこども 劇場版』として2011年1月15日に劇場公開された。
放送後に大きな反響を得たことから、テレビドラマでカットされた映像を追加するなど再編集を施した劇場版が制作され、同年11月20日にシネリーブル神戸とシネリーブル梅田で、12月4日に京都シネマで先行ロードショー上映された。2011年1月15日から順次全国各地で公開された。トランスフォーマーが配給した。公開1月15日付のぴあ初日満足度ランキング（ぴあ映画生活調べ）で1位の評価を獲得した。
NHK制作のテレビドラマとしては異例の全国劇場公開となった。NHKは「放送後、上映会をしてほしいなど地元から熱い要望があった。未放送部分を加えることで、伝えきれなかった部分も見せたい」とコメントした。
配給収入の一部は、2011年3月中旬まで集まった分については、災害救護活動の支援を目的に日本赤十字社へ寄付された。同年3月11日に発生した東北地方太平洋沖地震以降は、寄付先を日本赤十字社の東日本大震災義援金に切り替えることとなり（パンフレット販売収入の一部も対象）、引き続き、配給収入の一部を災害復興の支援に役立てる。同年6月3日にはDVDが発売され、この売上の一部も寄付にあてられた。
キャッチコピーは「それでも、行かなだめなんです。」であった。

## 受賞・評価

### 受賞
- 第36回放送文化基金賞[13]
  - テレビドラマ番組部門 
    - 本賞[1] （ドラマ版に対して）
    - 脚本賞 （渡辺あや）
- 第33回ヨコハマ映画祭 脚本賞 （劇場版に対して）
- ぴあ初日満足度ランキング（1月14日・15日公開分） 1位 （劇場版に対して）
- 第61回芸術選奨文部科学大臣新人賞放送部門（脚本：渡辺あや）

### 評価と影響
東京03の飯塚悟志が初主演したテレビドラマ「高速を降りたら」で演出を務めた佐藤玲衣は本作（ドラマ版）について「私の中のドラマの概念が覆った」作品だと述べている。

## その他
- 総合テレビでの再放送にあわせて、2010年4月29日 - 5月9日に神戸の人と防災未来センターで、本作の写真パネル展が開催された。
- 劇場公開後の2011年2月下旬には、NHK大阪放送局主催で、関係者のみのイベント「その街のこどものつどい 第36回放送文化基金賞受賞&劇場公開感謝の夕べ」が神戸で行われ、主演の森山・佐藤はもとより、演出の井上、脚本の渡辺、音楽担当の大友・阿部など、ドラマスタッフや劇場版スタッフ、協力者らが一堂に会した。
- 2011年11月には、オーストラリアの日本映画祭（Japanese Film Festival）の特別上映作品として、シドニーとメルボルンでも上映された。